# Darrin Shannon
Darrin Arthur Shannon (* 8. Dezember 1969 in Barrie, Ontario) ist ein ehemaliger kanadischer Eishockeyspieler, der im Verlauf seiner aktiven Karriere zwischen 1986 und 2000 unter anderem 551 Spiele für die Buffalo Sabres, Winnipeg Jets und Phoenix Coyotes in der National Hockey League (NHL) auf der Position des linken Flügelstürmers bestritten hat. Sein älterer Bruder Darryl war ebenfalls professioneller Eishockeyspieler.

## Karriere
Shannon verbrachte seine Juniorenzeit zwischen 1986 und 1989 bei den Windsor Compuware Spitfires in der Ontario Hockey League (OHL). In den ersten beiden Jahren spielte er dort gemeinsam mit seinem ein Jahr älteren Bruder Darryl. Gemeinsam gewannen sie am Ende der Saison 1987/88 den J. Ross Robertson Cup mit den Spitfires. Darüber hinaus wurde Shannon am Saisonende mit der Bobby Smith Trophy geehrt, mit der der Spieler ausgezeichnet wurde, der im Saisonverlauf am besten sportliche sowie schulische Leistungen miteinander vereinte. Sein Bruder erhielt derweil die Max Kaminsky Trophy als bester Abwehrspieler der Liga. Darrin Shannon erhielt zudem den CHL Scholastic Player of the Year Award der Canadian Hockey League (CHL). Dabei setzte er sich gegen Kevin Cheveldayoff und Stéphane Beauregard durch, die äquivalente Auszeichnungen in der Western Hockey League (WHL) und Ligue de hockey junior majeur du Québec (LHJMQ) erhalten hatten. Ebenso fand sich das Brüderpaar am Ende des Memorial Cup 1988 im All-Star-Team des prestigeträchtigen Turniers wieder. Während Darrin Shannon in der Folge im NHL Entry Draft 1988 bereits an der vierten Gesamtposition von den Pittsburgh Penguins aus der National Hockey League (NHL) ausgewählt wurde, wechselte Darryl in den Profibereich, sodass sein jüngerer Bruder sein drittes und letztes OHL-Jahr ohne ihn bestritt. Zum Ende der Saison 1988/89 sammelte dann auch er erste Erfahrungen im Profibereich, allerdings nicht in der Organisation der Pittsburgh Penguins, sondern im Trikot der Buffalo Sabres. Die Sabres hatten das Talent im Rahmen eines Transfergeschäfts im November 1988 gemeinsam mit Doug Bodger erworben, während sie ihren Torwart Tom Barrasso und ein Drittrunden-Wahlrecht im NHL Entry Draft 1989 nach Pittsburgh abgegeben hatten.
Ab der Spielzeit 1989/90 fand sich der Stürmer dauerhaft in der Organisation der Buffalo Sabres wieder, allerdings schaffte er es in den folgenden zwei Jahren nicht, sich einen Stammplatz in der NHL zu erobern. So stand er überwiegend im Kader von Buffalos Farmteam, den Rochester Americans, in der American Hockey League (AHL). Kurz nach dem Beginn der Saison 1991/92 wurde Shannon im Oktober 1991 gemeinsam mit Mike Hartman und Dean Kennedy zu den Winnipeg Jets transferiert. Den entgegengesetzten Weg von Winnipeg nach Buffalo traten hingegen Dave McLlwain, Gord Donnelly, ein Fünftrunden-Wahlrecht im NHL Entry Draft 1992 sowie ein knappes halbes Jahr später zusätzlich Greg Paslawski an. Erst bei den Jets gelang es dem Flügelstürmer sich schließlich in der NHL zu etablieren. Er war die folgenden fünf Jahre für das Team aktiv und gehörte auch zu den Spielern, die die Umsiedlung des Franchises ins US-amerikanische Phoenix im Bundesstaat Arizona mit begingen. Für die Phoenix Coyotes bestritt er weitere zwei Jahre, sodass er dem Franchise insgesamt sieben Jahre die Treue hielt. Sein bestes Jahr in der NHL absolvierte er dabei im Trikot der Jets, als er in der Saison 1992/93 60 Scorerpunkte sammelte, gefolgt von einem weiteren Jahr mit 58.
Nach der Saison 1997/98 war Shannons Vertrag in Phoenix ausgelaufen und er unterzog sich daraufhin einer Knieoperation, die allerdings dazu führte, dass der zu diesem Zeitpunkt 28-Jährige nie mehr in der NHL auflaufen sollte. Als er wieder genesen war, unterzeichnete der Angreifer im Februar 1999 einen Vertrag bei den Grand Rapids Griffins in der International Hockey League (IHL), für die er aufgrund anhaltender Knieprobleme aber nur zehn Spiele absolvierte. Im August 1999 erhielt er dann im Franchise der Toronto Maple Leafs einen neuen Kontrakt, spielte allerdings im Verlauf der Millenniumssaison 1999/2000 ausschließlich und sporadisch in der AHL und IHL für die St. John’s Maple Leafs und Chicago Wolves, ehe er seine Karriere verletzungsbedingt im Sommer 2000 im Alter von 30 Jahren vorzeitig beenden musste.

### International
Auf internationaler Ebene vertrat Shannon sein Heimatland mit der kanadischen U20-Auswahl bei der Junioren-Weltmeisterschaft 1989 im US-amerikanischen Anchorage. Dabei erzielte er in sieben Turniereinsätzen ein Tor und bereitete drei weitere Treffer vor. Die Kanadier platzierten sich am Turnierende außerhalb der Medaillenränge auf dem vierten Platz.

## Erfolge und Auszeichnungen
- 1988 J.-Ross-Robertson-Cup-Gewinn mit den Windsor Compuware Spitfires
- 1988 Bobby Smith Trophy
- 1988 CHL Scholastic Player of the Year
- 1988 Memorial Cup All-Star Team

## Karrierestatistik

### International
Vertrat Kanada bei:
- Junioren-Weltmeisterschaft 1989

(Legende zur Spielerstatistik: Sp oder GP = absolvierte Spiele; T oder G = erzielte Tore; V oder A = erzielte Assists; Pkt oder Pts = erzielte Scorerpunkte; SM oder PIM = erhaltene Strafminuten; +/− = Plus/Minus-Bilanz; PP = erzielte Überzahltore; SH = erzielte Unterzahltore; GW = erzielte Siegtore; 1 Play-downs/Relegation; Kursiv: Statistik nicht vollständig)